# Regenbirgische Urkunde

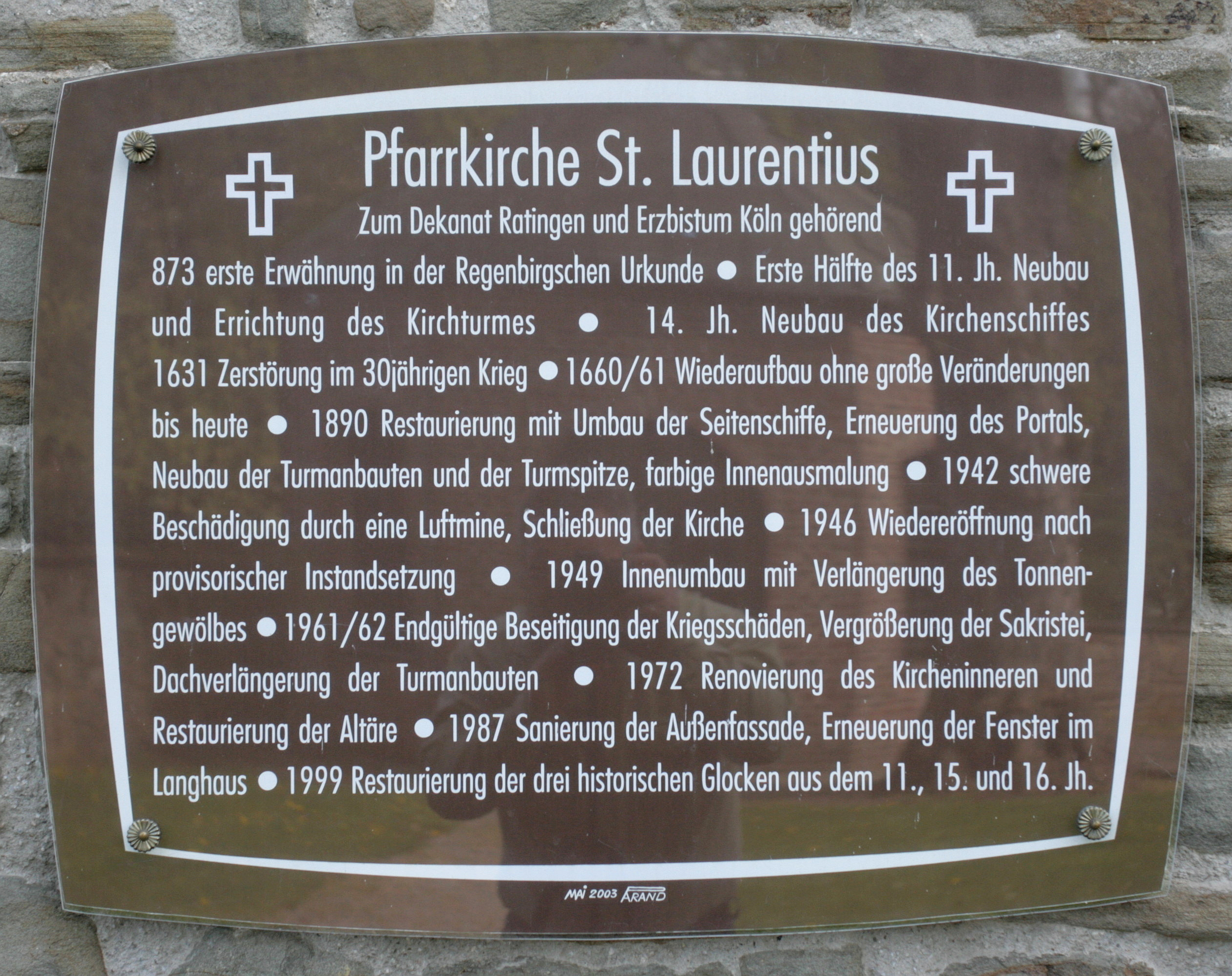
Hinweis auf die Regenbirgische Urkunde an der Kirche St. Laurentius in Mintard, Mülheim an der Ruhr, noch mit der Altersangabe „873“

Die Regenbirgische Urkunde ist ein wahrscheinlich um 1200 entstandenes Falsifikat eines frühmittelalterlichen Dokuments. Die angeblich aus dem Jahr 873 oder 874 stammende Urkunde befand sich bis 1965 im Bestand „Gerresheim“ des Landesarchivs Nordrhein-Westfalen, Abteilung Rheinland. Seither ist es verschollen. Es existiert aber ein Foto im Lichtbildarchiv Marburg.

## Inhalt
„Regenbirg, die erste Äbtissin von Gerresheim, schenkt dem (Nonnen-)Konvent ihres Klosters ihr gehörende Güter sowie Abgaben, die fünf angeführte Orte und Kirchen leisten müssen. Diese liegen in (1) Linz, (2) (Duisburg-)Meiderich, (3) Sonnborn, (4) Mintard und (5) Pier.“

Das Dokument ist nicht datiert. Es hat auch kein Siegel.

## Rezeption
Die Urkunde wurde lange für frühmittelalterlich gehalten, etwa von Theodor Joseph Lacomblet, dem Herausgeber der niederrheinischen Urkunden, der 1840 die im Staatsarchiv Düsseldorf aufbewahrte Urkunde auf das Jahr 874 datierte. Seit 1909 mehrten sich die Zweifel an der Echtheit der Urkunde. Der für seine strenge Quellenkritik bekannte Historiker und Archivar Erich Wisplinghoff schätzte die Regenbirgische Urkunde dann aus formalen und inhaltlichen Gründen als Fälschung ohne echten Kern aus der angeblichen Entstehungszeit ein. Diese Einschätzung ist seither nicht widerlegt worden. Die Urkunde ist seit 1994 neu ediert. Nach Einschätzung der Historikerin Brigide Schwarz war der Zweck der Fälschung, in dem langjährigen Streit, der im 12. Jahrhundert zwischen dem Konvent und der Äbtissin von Gerresheim um Rechte und Anteile am Stiftsbesitz geführt wurde, die Ansprüche des Konvents zu stärken.